# Халанд (лен)
 Тази статия е за лен Халанд.  За историческата провинция Халанд вижте Халанд (провинция).  
Халанд (на шведски: Hallands län) е лен, разположен на западния бряг на Швеция. От североизточна към югоизточна посока граничи съответно с лените Вестра Йоталанд, Йоншьопинг, Крунубери и Сконе. Западната граница на областта са бреговете на пролива Категат от Северно море.

## Общини в лен Халанд
В рамките на административното си устройсто, лен Халанд се разеделя на 6 общини със съответно население към 31 декември 2013 :
| Варбери Кунгсбака Лахолм Фалкенбери Халмстад Хюлте Карта на лен Халанд с означение на съответните общини | - Варбери (Varberg) с население 59 936 души; - Кунгсбака (Kungsbacka) с население 77 390 души; - Лахолм (Laholm) с население 23 517 души; - Фалкенбери (Falkenberg) с население 41 912 души; - Халмстад (Halmstad) с население 94 084 души; - Хюлте (Hylte) с население 10 001 души; |